# Johan Bruyneel
Johan Bruyneel (nacido el 23 de agosto de 1964 en Izegem) es un exciclista belga, profesional entre los años 1989 y 1998, durante los cuales consiguió 29 victorias.

## Biografía
Buen rodador, tiene en su palmarés dos victorias de etapa en el Tour de Francia, carrera en la cual llegó a quedar en 7.º lugar. También consiguió una victoria de etapa en la Vuelta a España 1992, y 3 años más tarde, logró subir al podio en la Vuelta a España 1995, en la que alcanzó la 3.ª posición.
En 1996 participa en los Juegos Olímpicos de Atlanta.
Tras terminar su carrera ciclista, Johan Bruyneel se convirtió en director deportivo del equipo US Postal, equipo en el que corrió Lance Armstrong y el 4 veces campeón de la Vuelta a España Roberto Heras. También en este equipo (como Discovery Channel) consiguió un Tour de Francia con Alberto Contador. Paolo Savoldelli consiguió su segundo Giro de Italia bajo sus órdenes en el 2005.
En 2007 y tras la desaparición del Discovery Channel se convirtió en el mánager general del Astaná.
El 23 de julio de 2009 pasó a ser el director del equipo creado por Lance Armstrong, el RadioShack, empresa estadounidense que es el principal patrocinador del equipo. Tras la fusión de este con el Leopard-Trek en 2011, Flavio Becca (propietario del Leopard) lo contrató como director del nuevo equipo fusionado, el Radioshack-Nissan
Tras las acusaciones en su contra de la USADA (Agencia Estadounidense Anti-Dopaje) y el escándalo de dopaje del US Postal durante los años que Bruyneel fue su director, por mutuo acuerdo el 12 de octubre de 2012 Bruyneel se desvinculó del equipo RadioShack-Nissan porque no podía dirigir en forma eficiente y cómoda y para no afectar la serenidad del equipo.

## Palmarés
| 1988 - 1 etapa del Tour de la CEE 1989 - 2 etapas de la Vuelta a Suiza - 1 etapa del Tour de la CEE 1990 - Tour de la CEE - 1 etapa del Tour de Vaucluse 1991 - 1 etapa de la Vuelta al País Vasco - 1 etapa del Midi Libre - Gran Premio de Fráncfort 1992 - 1 etapa de la Vuelta a España - GP de las Naciones - Coppa Placci | 1993 - 1 etapa del Tour de Francia - 1 etapa de la Semana Catalana 1994 - 1 etapa de la Vuelta a La Rioja 1995 - 1 etapa del Tour de Francia - 1 etapa del Midi Libre - 3.º en la Vuelta a España 1996 - 1 etapa de la Hofbrau Cup - 3.º en el Campeonato de Bélgica en Ruta 1997 - Flèche Namuroise |

## Resultados en Grandes Vueltas y Campeonato del Mundo
| Carrera         | 1989 | 1990 | 1991 | 1992 | 1993 | 1994 | 1995 | 1996 | 1997 | 1998 |
| --------------- | ---- | ---- | ---- | ---- | ---- | ---- | ---- | ---- | ---- | ---- |
| Giro de Italia  | -    | -    | -    | -    | -    | -    | -    | -    | -    | -    |
| Tour de Francia | -    | 17.º | 35.º | -    | 7.º  | -    | 31.º | Ab.  | -    | Ab.  |
| Vuelta a España | -    | -    | -    | 15.º | 9.º  | -    | 3.º  | -    | -    | -    |
| Mundial en Ruta | -    | -    | -    | 15.º | 26.º | 26.º | -    | -    | -    | -    |

## Equipos
- SEFB (1989)
- Lotto (1990-1991)
- ONCE (1992-1995)
- Rabobank (1996-1997)
- ONCE-Deutsche Bank (1998)